# El Encomendero
El Encomendero es una localidad del municipio de Huimanguillo ubicado en la subregión de la Chontalpa del estado mexicano de Tabasco.

## Geografía
La localidad de El Encomendero se sitúa en las coordenadas geográficas 17°47′50″N 93°35′29″O / 17.797222, -93.591389, a una elevación de 26 metros sobre el nivel del mar.

## Demografía
Según el Conteo de Población y Vivienda 2020, efectuado por el Instituto Nacional de Estadística y Geografía, la localidad de El Encomendero tiene 439 habitantes, de los cuales 222 son del sexo masculino y 217 del sexo femenino. Su tasa de fecundidad es de 2.79 hijos por mujer y tiene 133 viviendas particulares habitadas.
| Gráfica de evolución demográfica de El Encomendero entre 1970 y 2020 |
|                                                                      |
| INEGI.                                                               |